# GENJI -神威奏乱-
『GENJI -神威奏乱-』（ゲンジ かむいそうらん）は、PLAYSTATION 3用ゲームソフト。株式会社ゲームリパブリック制作。

## 概要
壇ノ浦の戦い、崖の上から突然平氏軍に突っ込む等、歴史に少し忠実である。

## 関連情報
- 2006年11月11日、PLAYSTATION Storeにて「GENJI キャラクターコスチューム01」が無料配信。
- 2006年12月20日、PLAYSTATION Storeにて「GENJI キャラクターコスチューム02」が無料配信。
- 2007年1月22日、PLAYSTATION Storeにて「GENJI キャラクターコスチューム03」が無料配信。
- 2007年3月9日、PLAYSTATION Storeにて「GENJI キャラクターコスチューム04」が無料配信。
- 2007年4月4日、PLAYSTATION Storeにて「GENJI キャラクターコスチューム05」が無料配信。
- 2007年4月27日、PLAYSTATION Storeにて「GENJI キャラクターコスチューム06」が無料配信。

## あらすじ
物語は『GENJI』から3年。平氏が、この世にあってはならない力を手にしたとの知らせが入る。手遅れになる前に、源頼朝と源義経が平氏討伐に向かう。

## システム
神威とは、天鋼（あまはがね）による特殊空間で平氏を倒す技。タイミングよく表示されたボタンを押すことで攻撃する。

## キャラクター&キャスト
- 源九郎義経 - 浪川大輔
- 武蔵坊弁慶 - 大塚明夫
- 静御前 - 戸田恵梨香
- 九妖 - 長沢美樹
- 武尊 - 諏訪部順一
- 源頼朝 - 土師孝也
- 平敦盛 - 浅川悠
- 平知盛 - 石塚運昇
- 平教経 - 安原義人
- 藤原秀衡 - 飯塚昭三
- 術師 - 京田尚子
- 維呼姫 - 黒河奈美
- 魅那姫 - 松来未祐
- 鬼一法眼 - 唐沢民賢
- 平景清 - 杉田智和
- 皆鶴姫（ナレーション） - 堀江由衣

## Giant Enemy Crab
2006年のElectronic Entertainment Expoで行われたSCEのプレゼンで本作のデモ映像が流れた際、「このゲームは日本の史実の戦いを元にして作られています」と説明があった直後に、史実ではありえない巨大なカニの怪物が画面に登場して「このGiant Enemy Crabとの戦いが……」と説明が続いたため、会場が大爆笑に包まれたというエピソードが米国では非常に有名である。
そのため、Giant Enemy Crabが、数々のゲームでパロディとして登場している。